# Juja
Juja (Yuya, Yaa, Ya, Yiya, Yuy) je bio moćni Egipćanin, predak Tutankamona, njegov pradjed. Njegova je žena bila Thuja, a kći im je Teja, žena Amenofisa III. Možda su bili roditelji Aja.

## Životopis
Juja je dolazio iz Gornjeg Egipta, iz grada Akhmina. Grafton Elliot Smith je mislio da Jujina pojava nije tipično egipćanska. Saznato je da je Juja imao plavu kosu. Pretpostavlja se da je brat kraljice Mutemwiyje. Juja je bio "Kraljev gospodar konja", služio je Amenofisu III. koji je bio otac Eknatona. U svom rodnom gradu Akminu, Juja je bio prorok boga plodnosti Mina, čije se ime nalazi u imenu grada. Juja i njegova žena su pokopani u Dolini kraljeva u Tebi. Grobnicu je otkrio James Quibell. Na Jujinoj mumiji pronađeni su manikirani nokti, trepavice, obrve, brada i plava kosa.    